# Катастрофа с „Илюшин Ил-76“ на алжирските ВВС през 2018 г.
На 11 април 2018 г. самолет „Илюшин Ил-76TD“ на Алжирските ВВС изпълнява вътрешен пътнически полет от летище „Буфарик“, Буфарик, до летище „Тиндуф“, Тиндуф, с планирано междинно кацане на летище „Будген Бен Али Лотфи“, Бехар, Алжир. В 07:50 ч. местно време самолетът се разбива извън периметъра на летището в Буфарик, от което малко преди това излита. В катастрофата загиват всички 247 пътници и 10 членове на екипажа на борда, сред които 176 членове на Алжирската народна национална армия. Много от тези войници и офицери пътуват със семействата си.
Ахмед Гаид Салах, началник на щаба на алжирската армия, нарежда разследване за установяване на причината за инцидента. Русия заявява, че ще съдейства на разследването. Това е най-смъртоносната въздушна катастрофа на алжирска земя и най-смъртоносният инцидент на африканския континент.